# Буковица при Водицах
Буковица при Водицах (словен. Bukovica pri Vodicah) је насељено место у општини Водице, Средњесловенска регија, Словенија.

## Историја
До територијалне реорганизације у Словенији била је у саставу града Љубљане, односно старе општине Шишка.

## Становништво
У попису становништва из 2011. године, Буковица при Водицах је имала 398 становника.
| Број становника према пописима | Број становника према пописима | Број становника према пописима |
| ------------------------------ | ------------------------------ | ------------------------------ |
| 1991                           | 2002                           | 2011                           |
| 335                            | 370                            | 398                            |

Напомена: До 1953. исказивано под именом Буковица.